# Zoran Milanović (basist)
Zoran Milanović (Kragujevac, 7. listopada 1952.), basist grupe Smak i jedan od njezinih osnivača. 
Izabran je za basista 1977. i 1978. godine u izboru glazbenog časopisa Džuboksa. Prije Smaka, svirao je i u sastavu Senkama. Također je surađivao s gitaristom YU grupe Batom Kostićem. Poslije 1992. godine se povlači iz aktivnog sudjelovanja u glazbi.